# Gavran-145
Gavran-145 (en serbe : Гавран qui signifie corbeau) est un drone kamikaze ou munition rodeuse d'origine serbe qui est produit par la société Yugoimport SDPR.

## Description
Le Gavran a été créé sur la base du missile "NOVA-145".
Le Gavran-145 est un drone kamikaze à bas coût qui peut accomplir des missions ISTAR mais des missions d'attaque en profondeur. La munition est conçu pour la surveillance en temps réel et l'attaque d'un large éventail de cibles derrière les lignes ennemies. Il peut être utilisé efficacement contre les chars, les véhicules blindés, les postes de commandement, les positions d'artillerie, les défenses anti aériennes et autres cibles mobiles et fixes. Il décolle avec un système JATO ou RATO à combustible solide, et un moteur à piston est utilisé pour le vol de croisière. Capable d'être préparé et lancé à partir d'un conteneur monté sur véhicule en une minute. Pour se guider le Gavran utiliserait la navigation inertielle, le GPS, le GLONASS et, à l'étape finale, la caméra d'imagerie TV/infrarouge.
La charge utile explosive du Gavran serait constituée d'une ogive à fragmentation hautement explosive à charge creuse combinée de 175 mm / 12 kg, ainsi que d'autres ogives dont le poids total ne dépasse pas 13 kg. Une ogive plus lourde (jusqu'à 20 kg) peut être emporté par la variante «Gavran-2».
Le drone a une capacité pour "roder", il peut tourner au-dessus du champ de bataille jusqu'à 30 min à une distance de 50 km et attendre le bon moment pour attaquer.
De plus, un essaim de drones peut être formé avec le Gavran. 3 liaisons TV peuvent être actives en même temps, grâce auxquelles l'opérateur peut surveiller jusqu'à 12 drones en même temps.
Le drone est lancé à partir d'un conteneur installé sur un chassis de camion, il y a 18 conteneurs sur un châssis du fabricant TAM (les options sur les autres châssis vont de 10 jusqu'à 27 conteneurs). Lors du lancement, les ailes sont repliées et, après avoir volé hors du conteneur, elles se déploient et permettent au drone de voler. Le temps nécessaire au lancement depuis le conteneur est de 1 min. Il peut être transporté en position de combat entièrement armé et avec un réservoir plein.

## Caractéristiques
- Portée : 150 km
- Plafond de vol : 2 000 m
- Autonomie de vol à une vitesse de 100 km/h : 5 h
- Autonomie de vol à une vitesse de 150 km/h : 3 h
- Poids : 40 kg
- Capacité de charge utile : 15 kg
- Guidage : Inertiel, GPS, GLONASS en phase finale avec optique.
- Angle d'approche cible : 15° à 75° (" Top attack ")
- Longueur : 2,2 m
- Envergure : 2,4 m
- Hauteur avec rehausseur : 0,4 m

## Poste de contrôle au sol
La station de contrôle au sol est utilisée pour le lancement, la saisie du profil de vol, le contrôle du drone et la tête de guidage TV/IR.
Un poste de commande au sol peut être monté sur :
- Conteneur sur le véhicule - 3 consoles avec 2 moniteurs chacune, UPS suffisant pour la climatisation et le fonctionnement.
- Conteneur sur remorque
- Kit de transport dans des valises - un équipage de deux hommes en transporte 25 chacun kg (station, antenne et batterie)[8]  .

## Utilisateurs
Serbie